# Управление войсками (силами)
Управление войсками (силами) — целенаправленная деятельность командования (командующих, командиров, начальников), штабов и иных органов военного управления по поддержанию постоянной боевой и мобилизационной готовности войск (сил), подготовке их к боевым действиям и руководству ими при выполнении поставленных задач.
Главными органами управления войск (сил) являются штабы различных уровней и видов.

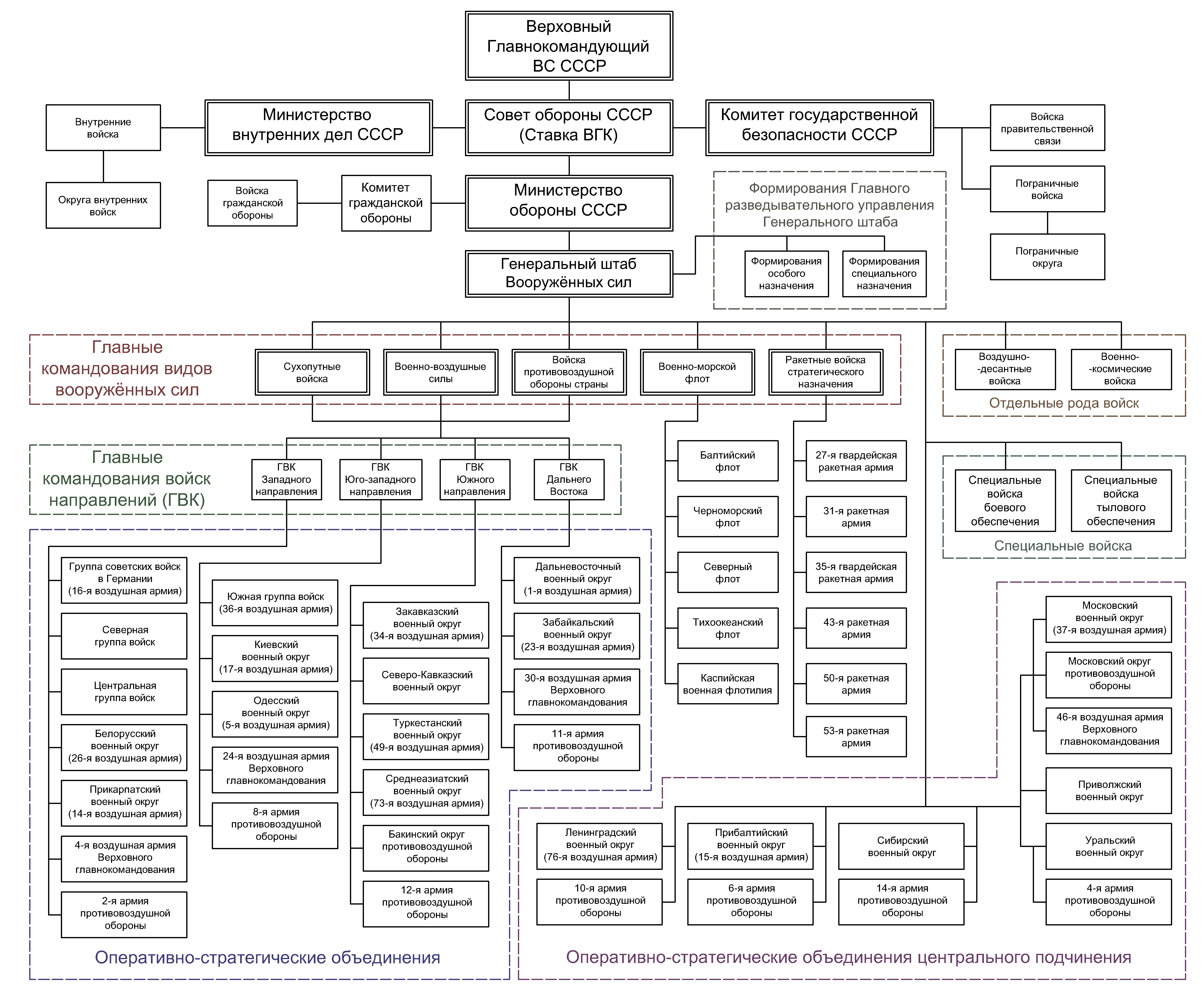
Схема стратегического управления ВС СССР на начало 1989 года

## История

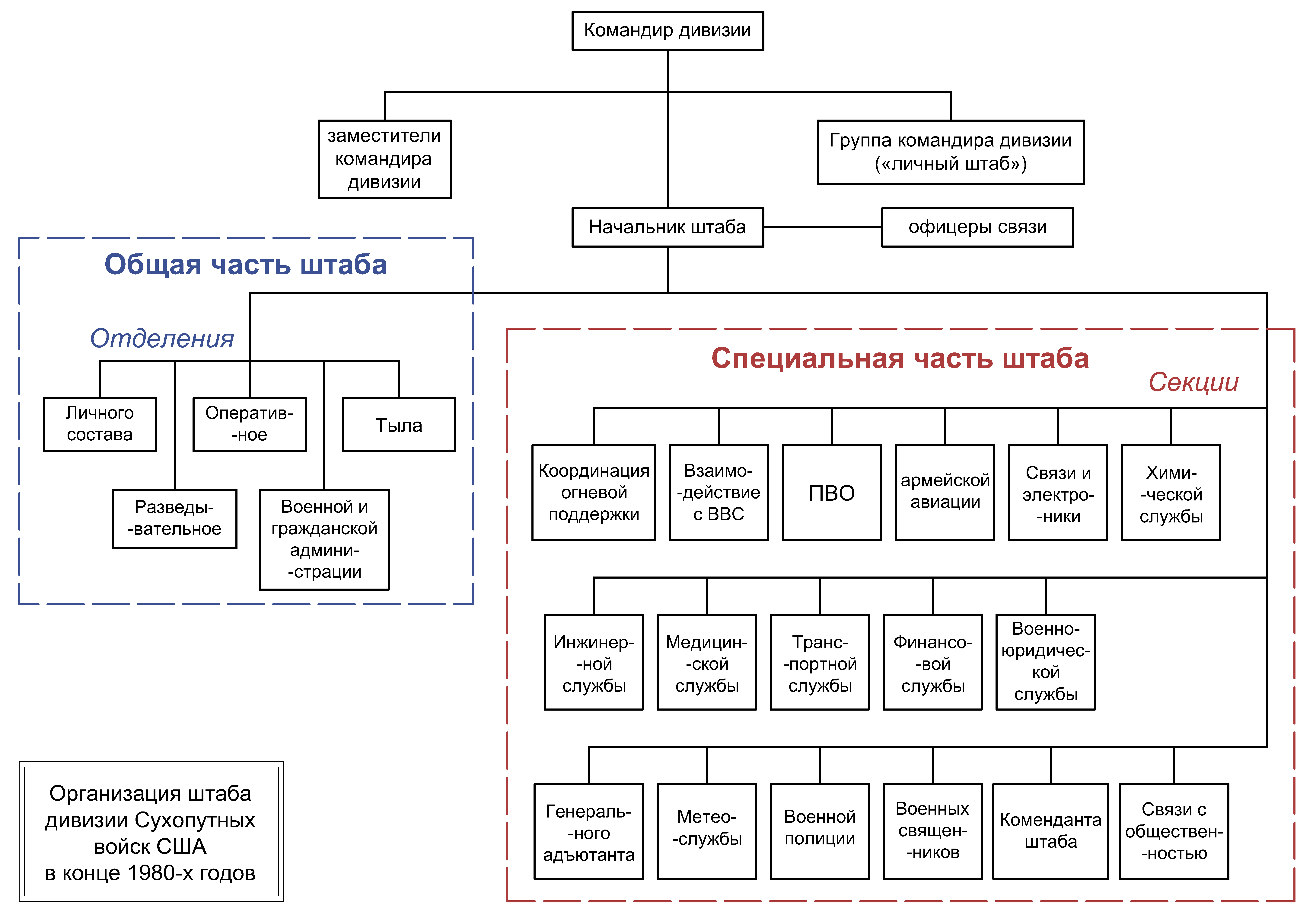
Организация системы управления тактического уровня. Схема штаба дивизии Сухопутных войск США в конце 1980-х годов

До создания массовых армий, на прошлых исторических этапах ведение боевых действий ограничивалось небольшими участками открытой местности, на которых военачальники могли непосредственно управлять подчинёнными войсками. Военачальники имели возможность лично наблюдать за своими войсками и войсками противника на поле сражения и без специальных органов управления давать указания подчинённым войскам на дальнейшие действия. Все распоряжения доводились до войск лично командиром или через адъютантов, ординарцев и связных. 
Появление массовых армий потребовало развития системы органов управления, чтобы командование имело возможность руководить военными действиями. По этой причине в конце XVIII — начале XIX века усложнились задачи и увеличился состав войсковых штабов и были окончательно созданы главные (генеральные) штабы. Главные задачи генерального штаба заключались в разработке стратегических планов, организации разведки, планировании и обеспечении мероприятий по мобилизационной и стратегическому развёртыванию, созданию стратегических резервов.
Управление войсками (силами) в Российской империи начали создаваться в XVII—XVIII веках. На данном этапе планы предстоящих военных действий разрабатывались в коллегиальном порядке в окружении монарха. Главнокомандующему войсками отводилась роль исполнителя выработанных планов. Подобный подход существенно сковывал инициативу главнокомандующего и делало армию медлительной и пассивной. Служба штабов была на зачаточном уровне, и основная её функция сводилась к организации и размещении войск (квартирмейстерская часть).
Прогресс в управлении войсками (силами), методов работы командующих (командиров) и штабов по управлению ими при подготовке и в ходе боевых действий осуществлялся по мере развития оперативного искусства. 
В Вооружённых силах СССР большую роль в развитие теории и практики военного управления в межвоенный и военный период сыграли такие известные военачальники как А. А. Брусилов, М. В. Фрунзе, М. Н. Тухачевский, В. К. Триандафиллов, Г. К. Жуков, A. M. Василевский и другие. После Второй мировой войны процесс развития управления войсками постоянно продолжался с учётом влияния технического прогресса, изменением методов ведения войны, организации и боевых возможностей войск (сил) и способов их боевого применения.
Существенно повлияло на развитие управления войсками развитие технических средств управления, из которых главными являются средства автоматизации и автоматизированные системы управления.

## Требования к управлению войсками (силами) и его содержание
Управление войсками (силами) должно постоянно поддерживать следующие пункты:
- постоянная боевая и мобилизационная готовность штабов и войск (сил);
- полное и эффективное использование боевых возможностей подчинённых войск;
- выполнение поставленных задач в установленные временные сроки.

Управление войск (сил) включает в себя такие мероприятия как:
- непрерывное добывание, сбор, обработку, изучение, обобщение, анализ, оценку и отображение данных обстановки;
- принятие решений;
- доведение задач до подчинённых;
- планирование боевых действий и других видов боевой деятельности, организацию и поддержание взаимодействия;
- организацию и проведение мероприятий по всем видам боевого и тылового обеспечения;
- руководство подготовкой подчинённых органов управления и войск к боевым действиям;
- организацию контроля и оказание помощи подчинённым штабам и войскам;
- непосредственное руководство действиями войск при выполнении ими боевых задач;
- ведение морально-психологической работы с личным составом;
- и другие задачи.

## Основа управления войсками
Управление войсками (силами) осуществимо только при следующих условиях (на следующих принципах): 
- наличие единоначалия;
- централизация управления на всех звеньях с сохранением возможности проявлять инициативу подчинённым;
- твёрдость и настойчивость в реализации принятых решений;
- оперативность и гибкость при реагировании на изменения тактической (оперативной, стратегической) обстановки;
- личная ответственность командующих (командиров) за решения, которые они принимают;
- высокая организованность и творческий подход (умение принимать нестандартные решения) в работе командующих (командиров), штабов и других органов военного управления.

Достижение этих условий зависит от уровня профессиональной подготовки и организаторской работы командующих (командиров) и личного состава органов управления, понимания ими способов ведения современной войны и её характера, знания боевых возможностей и основ применения различных видов оружия и военной техники своих войск (сил) и противника; умения анализировать обстановку и рассчитывать вероятные её изменения; принятия решения в срок; планирования боевых действий; сохранения конфиденциальности информации, а также скорейшего восстановления нарушенного управления войсками (силами).

## Управление формирования

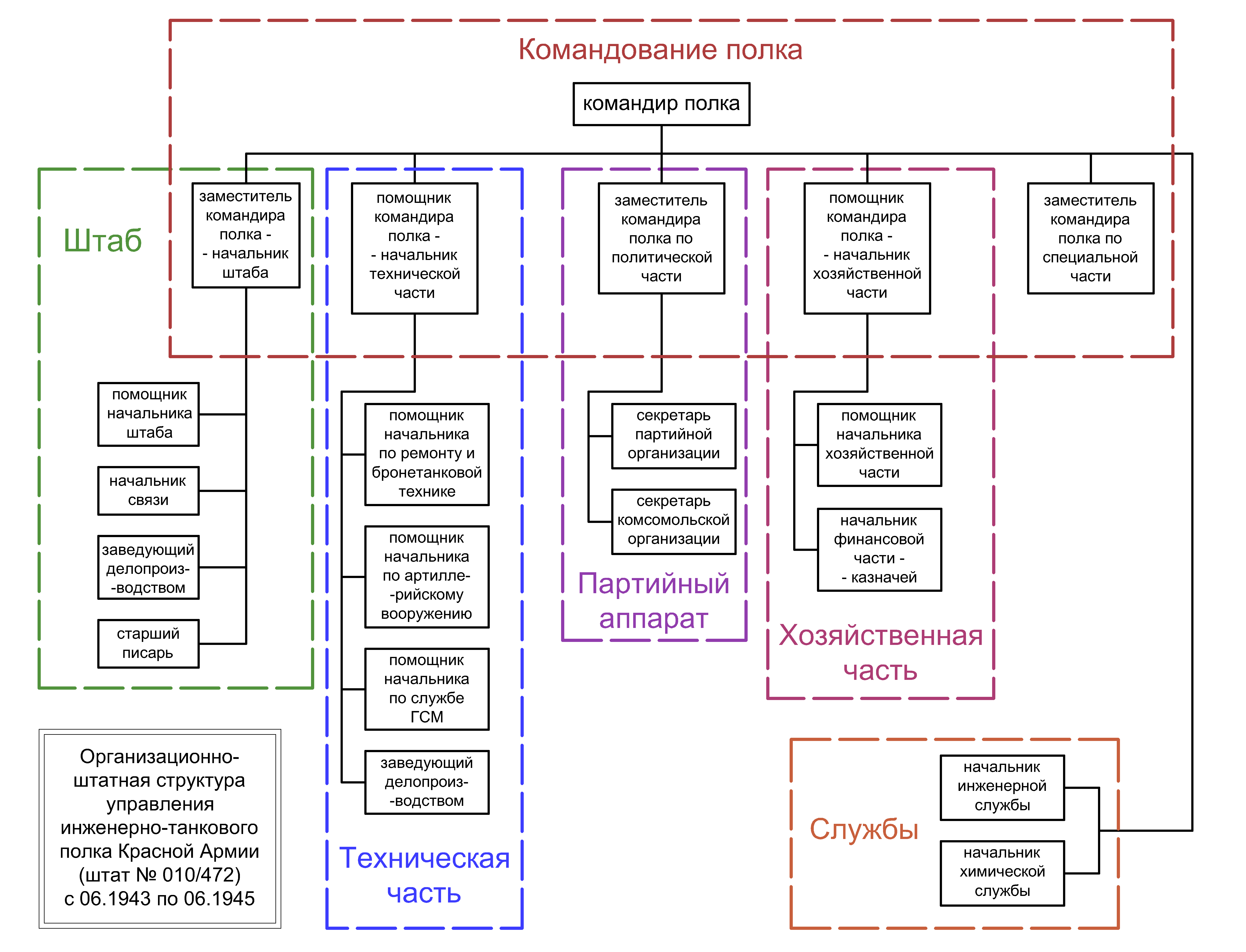
Организационно-штатная структура управления инженерно-танкового полка Красной армии. Штат № 010/472 с 06.1943 по 06.1945

В современной русской военной терминологии совокупность командования и штаба формирования (воинской части, соединения, объединения), служб а также подразделений при штабе принято называть термином управление (управление полка, управление бригады, управление дивизии и т. д.). Термин напрямую связан с понятием управление войсками (силами), подразумевая что управление формирования занимается управлением войск (сил) входящих в это формирование. Также применяют термин система управления, который в Вооружённых силах Российской Федерации делится на несколько уровней:
- стратегический уровень — система управления вооружёнными силами в целом;
- оперативно-стратегический — военными округами (фронтами);
- оперативный — объединениями (армиями);
- оперативно-тактический — корпусами;
- тактический — дивизиями, бригадами и полками.

В Вооружённых силах СССР в управление формирований также входил политический аппарат, который проводил среди личного состава идеологическую работу (партийный организатор, комсомольский организатор).
В зарубежных армиях термины «управление» и «штаб» фактически являются синонимами, поскольку начальники родов войск и начальники служб входят в состав штаба.

## Порядок и механизм управления войсками (силами)
Управление войсками (силами) командующими (командирами) производится в личном порядке и через штаб, через своих заместителей, а также начальников родов войск и начальников служб. 
Основой управления войск (сил) является решение командующего (командира), которое поступив в штаб запускает процесс по планированию боевых действий и организации подготовки войск (сил) к боевым действиям. При ведении боевых действий штаб постоянно получает сведения об изменениях ситуации на театре военных действий от подчинённых войск и сведения о состоянии самих войск, которые передаёт командованию и на основании которых вырабатываются дальнейшие решения. 
В организационно-техническом плане управление войсками (силами) представлена системой управления которая состоит из взаимосвязанных органов управления, пунктов управления и средств управления (средства связи и автоматизированные системы управления). В сущности все вопросы по управлению войсками (силами) в организационно-техническом плане целиком возложены на такой род войск как войска связи, который должен осуществлять постоянную связь командующих (командиров) и штабов с подчинёнными им войсками. По этой причине штабам формирований на всех уровнях придаются штатные формирования войск связи, которые обеспечивают все виды связи (УКВ связь, КВ связь, телефонная связь, оптоволоконная связь и др.) с выше- и нижестоящими штабами.
Штатные подразделения войск связи присутствуют в штате всех типов формирований, в которых есть штаб, начиная от наименьшего тактического уровня (батальон/дивизион). С повышением уровня формирования характерно укрупнение формирования связи при его штабе (либо увеличение их количества), обеспечивающих связь с вышестоящими штабами и собственными подчинёнными формированиями. К примеру, в Советской армии укрупнение формирований войск связи при штабах выглядело так:
- штаб батальона — взвод связи;
- штаб полка/бригады — рота связи;
- штаб дивизии — отдельный батальон связи;
- штаб корпуса — 1—2 отдельных батальона связи;
- штаб общевойсковой (танковой) армии — отдельный полк связи;
- штаб военного округа — 1—2 отдельных бригад связи и 1—2 отдельных полка связи.